# فوتبال در عراق
فوتبال پرطرفدارترین ورزش در عراق است. ورزش فوتبال در این کشور توسط اتحادیه فوتبال عراق اداره می‌شود. این نهاد اداره تیم ملی فوتبال عراق و لیگ برتر فوتبال عراق را بر عهده دارد.